# Запорізький автомобілебудівний завод
ПАТ «Запорі́зький автомобілебудівни́й заво́д» (ПАТ «ЗАЗ») — український виробник легкових автомобілів, а також фургонів і автобусів. Основне виробництво зосереджене в місті Запоріжжі. Входить до групи компаній «УкрАвто».

## Історія
Датою заснування заводу прийнято вважати 1863 рік.
У 1908 році було засновано підприємство, яке згодом перетворилося у Мелітопольський моторний завод (МеМЗ).
У 1923 році колишній завод Абрагама Коопа був перейменований в «Комунар».
1960 року Мелітопольський моторний завод почав поставляти свої двигуни на Запорізький автомобілебудівний завод.
1975 року МеМЗ увійшов до складу виробничого об'єднання «АвтоЗАЗ». Нині він є одним зі структурних елементів ПАТ «ЗАЗ».
У 1961 році завод був перейменований в «Запорізький автомобільний завод». Завод займався випуском єдиного автомобіля — ЗАЗ-965, що увійшов в історію як «горбатий Запорожець».
СП «АвтоЗАЗ-ДЕУ» (з січня 2003 р. — ЗАТ «ЗАЗ») у формі закритого акціонерного товариства створено 15 квітня 1998 року на виробничій базі ВАТ «Автозаз». Статутний фонд сформовано коштом вкладів засновників: від ВАТ «Автозаз» — майно на суму, еквівалентну 150 млн дол. США; від Daewoo Motors — 150 млн дол. США в грошовій формі. До складу СП, крім головного підприємства в Запоріжжі, увійшли також на правах госпрозрахункових підприємств Мелітопольський моторний завод (ГРП «АвтоЗАЗ-Мотор»), Чорноморський завод автоагрегатів (ГРП «ЧЗАА»), Пологівський завод «Іскра» (ГРП «Іскра»).
Після банкрутства Daewoo Motors у 2001 році, корпорація УкрАвто викупила АвтоЗАЗ у 2002 році. Всі об'єкти виробництва «АвтоЗАЗ» (в першу чергу, МеМЗ та Чорноморський моторний завод) було перетворено в ЗАЗ. Компанія навіть прийняла новий логотип. Частку Daewoo (50 %) в СП було викуплено швейцарським підприємством Hirsch & CIE в 2003 році.
ПАТ «ЗАЗ» — тепер[відколи?] єдине в Україні підприємство, яке має повний цикл виробництва легкових автомобілів, що включає штампування, зварювання, фарбування, спорядження кузова і складання автомобіля. На заводі створено і постійно[на коли?] удосконалюється якісно нове сучасне високотехнологічне виробництво, що відповідає вимогам міжнародного стандарту ISO 9001 версії 2000 року[ангажоване джерело]
З 2013 року виробництво автомобілів постійно падало. У 2013 році завод зібрав 22 032 автомобілів, а у 2017 ― 1674 автомобілі. Станом на 2018 рік, завод переживав кризу.
Перші три символи VIN-коду автомобілів запорізького виробництва — Y6D.

## Структура ЗАТ ЗАЗ

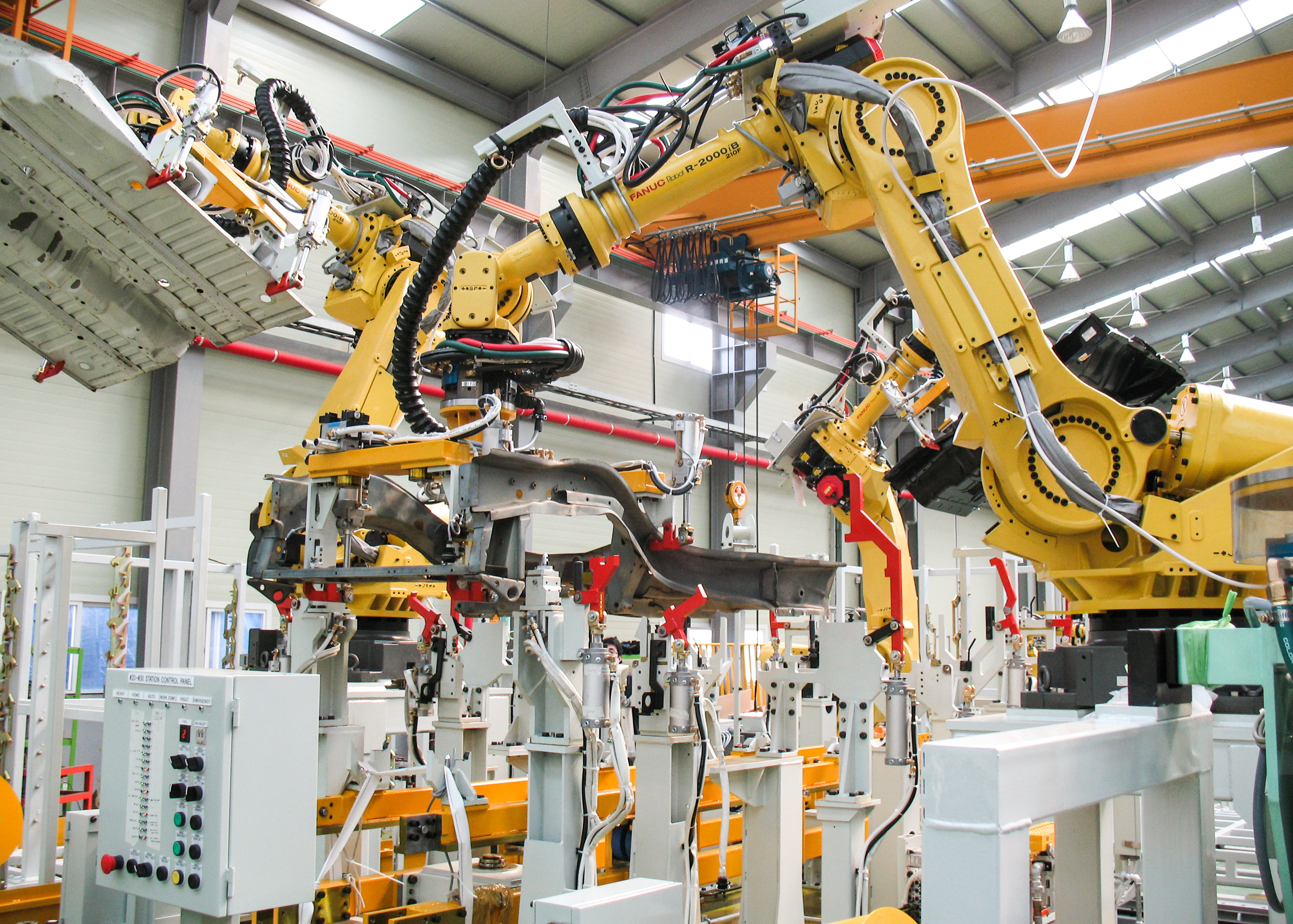
Промислові роботи Fanuc R-2000iB аналогічні використовуваним на ділянці зварювання кузова «ZAZ Chance»

Крім головного заводу у Запоріжжі, до складу ЗАЗ входять колишні державні госпрозрахункові підприємства, які спеціалізуються на окремих видах робіт:
- ГРП «АвтоЗАЗ-Мотор» (МеМЗ), м. Мелітополь.

Продукція підприємства включає двигуни для легкових автомобілів об'ємом від 1,1 до 1,3 літра, а також чотирьох та п'ятиступінчасті коробки передач. Середньорічна продуктивність заводу — 130 000 силових агрегатів.
- ГРП «Чорноморський завод автоагрегатів» (м. Чорноморськ Одеської області).

На виробничих потужностях заводу складаються автомобілі Mercedes-Benz, Chrysler, Jeep, моделі Chevrolet, вантажні автомобілі ТАТА, Dongfeng та автобуси ЗАЗ. Середньорічні обсяги виробництва заводу становлять 40 000 автомобілів.
- ГРП «Іскра», (м. Пологи).

Завод «Іскра» відомий як виробник різноманітних компонентів для автосервісу, у тому числі баків для паливно-мастильних матеріалів, багажників, тяглово-причепних пристроїв для машин, чохлів, тентів, спецодягу тощо. Середні обсяги виробництва сягають 30 000 номенклатурних одиниць на рік.
- «Таврія-Магна», (м. Запоріжжя).

Це спільне українсько-канадське підприємство, створене у 1988 р. виробничим об'єднанням «АвтоЗАЗ» і канадським промисловим гігантом «Magna International Inc». Це спеціалізоване підприємство, що розташоване на території ЗАЗ, створене для проєктування та виготовлення великих і надвеликих пресформ для виробництва деталей із пластмас для автомобільної та інших галузей промисловості.

## Історія

### Ера «Запорожця»

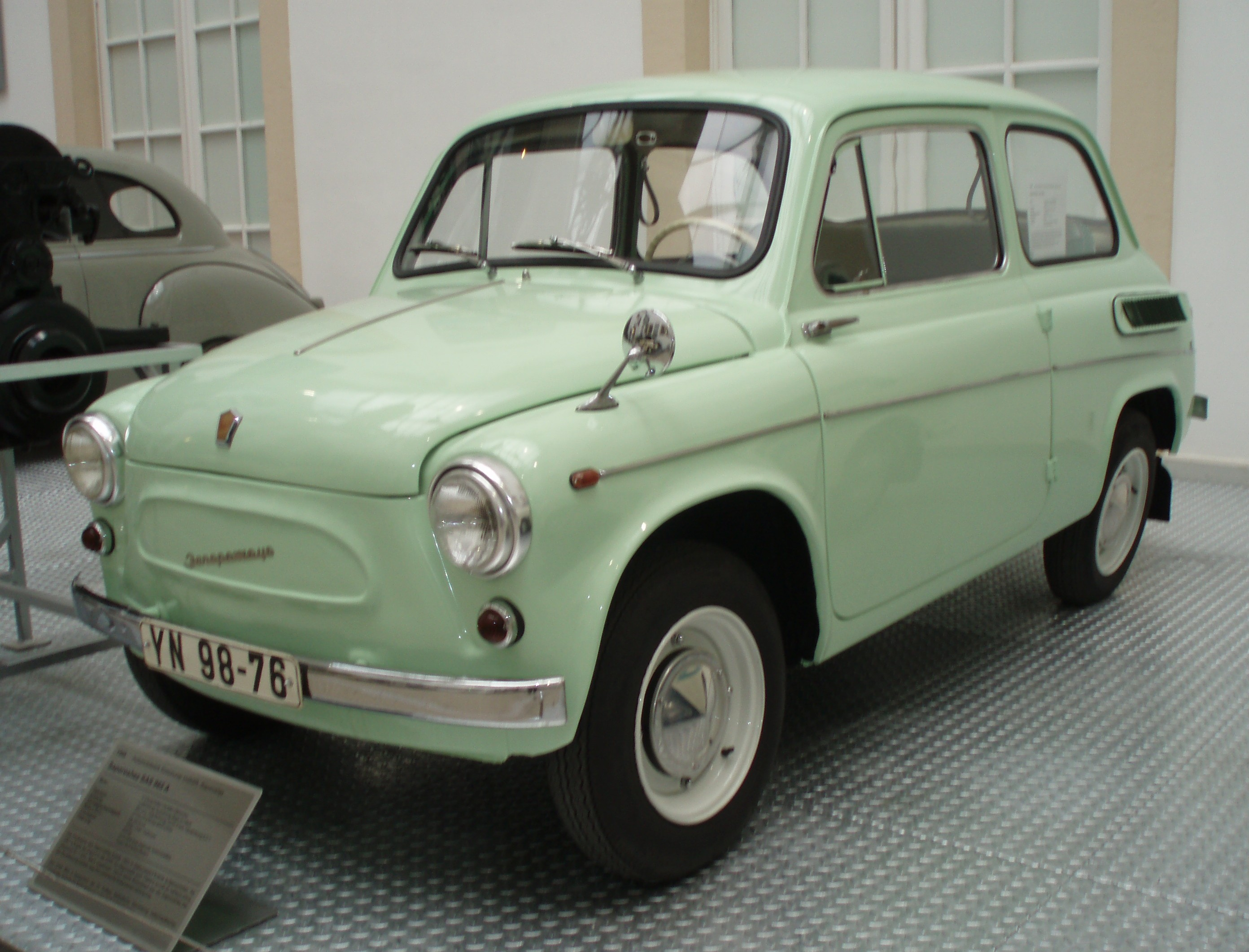
ЗАЗ-965 «Запорожець»

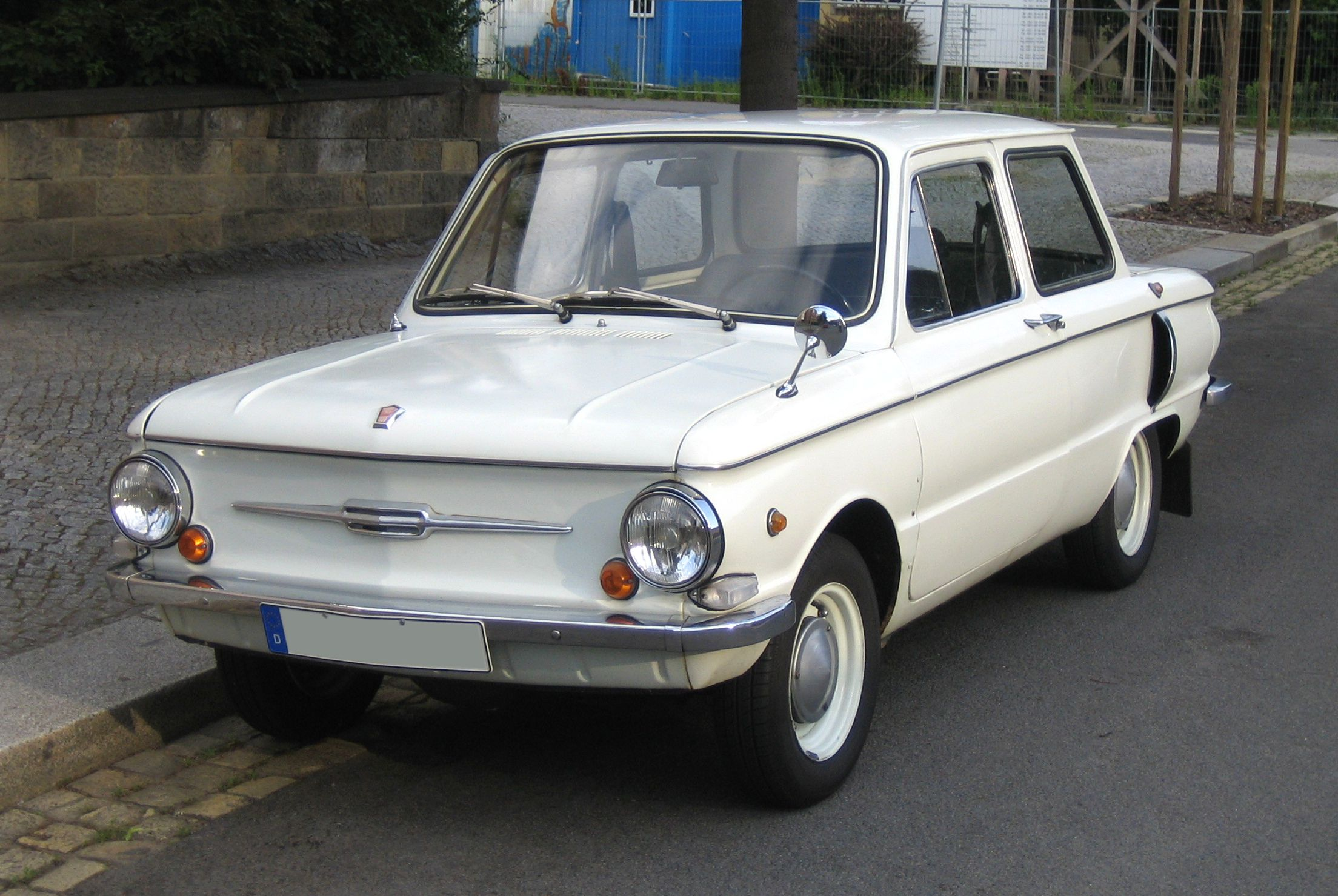
ЗАЗ-968 «Запорожець»

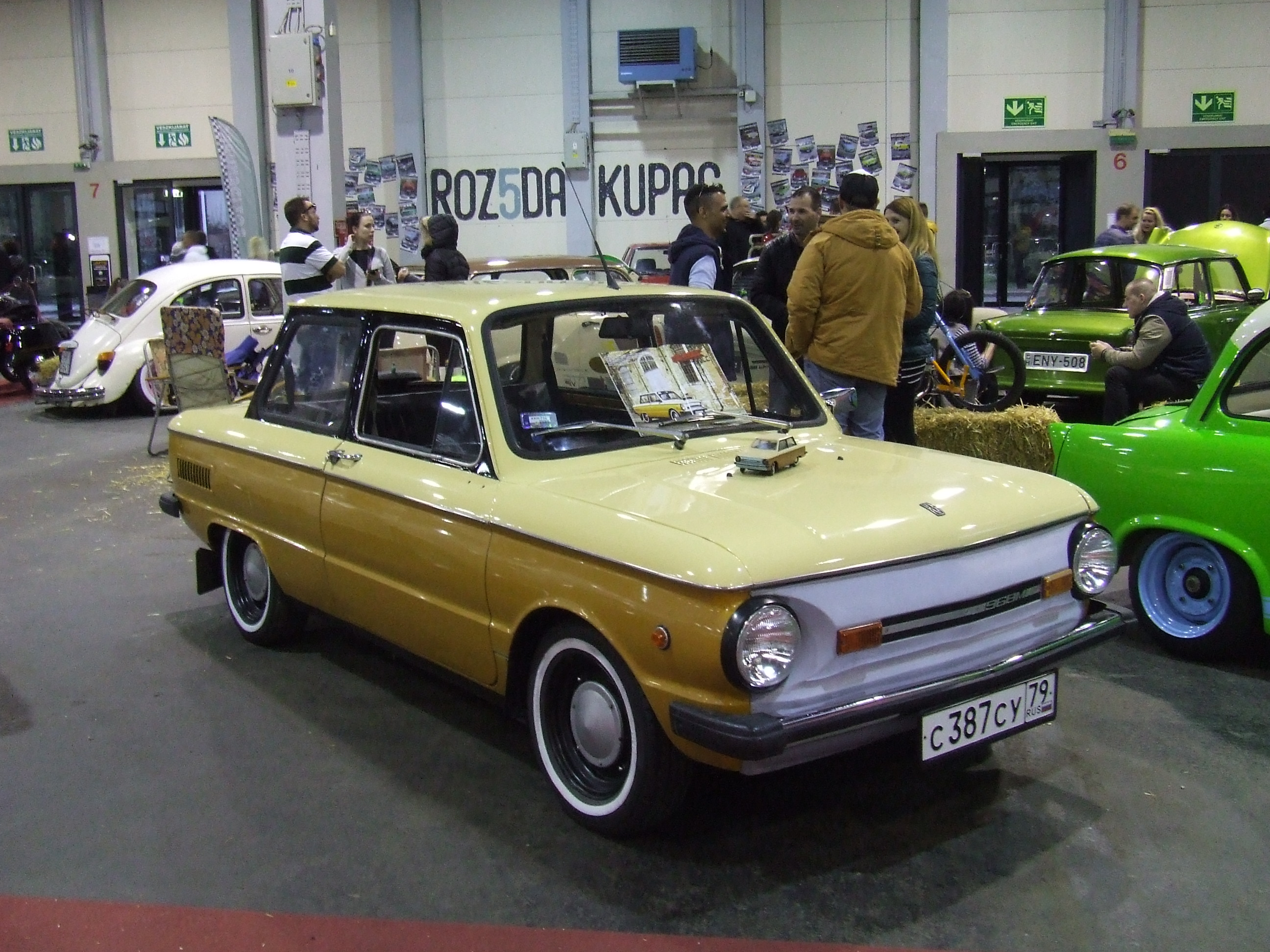
ЗАЗ-968М «Запорожець»

Історія виробництва легкових автомобілів у Запоріжжі, з якою ототожнюється історія українського автомобілебудування взагалі, сягає 1960 року, коли з конвеєра заводу «Комунар» (на даний час — ПАТ «ЗАЗ») зійшов перший український мікролітражний автомобіль — ЗАЗ-965 «Запорожець».
Виробництво серійних машин розпочалося з 1 жовтня 1960 року, а до кінця року було випущено близько півтори тисячі «Запорожців». ЗАЗ-965 «Запорожець» швидко став популярним. Він порівняно мало коштував та був економічним. Експлуатаційна витрата пального становила 7,3 л на 100 км проти 10 літрів у «Москвича-402» або «Москвич-407». Повноцінна 4-місна машина була компактною та маневреною: довжина її становила 3,33 м, а радіус повороту за колією зовнішнього колеса — 5 м. Незалежна підвіска всіх коліс, рівне, без тунелю для «кардана», дно, 20-сантиметровий кліренс під задньою віссю забезпечували непогану прохідність. Були, звісно, й недоліки. Наприклад шумність, яка часто-густо допікала заднім пасажирам. Двері відкривалися на старий манір, проти ходу, і могли при випадковому відкритті на ходу стати вітрилом, яке легко могло знести машину з дороги. Невдалим, з точки зору пожежної безпеки, було розташування бензобака у передній частині кузова.
Багатьох автолюбителів не влаштовувала недостатня потужність двигуна, а отже — слабка динаміка «Запорожця». Тому, у жовтні 1962 року почався випуск модернізованого ЗАЗ-965А. Робочий об'єм двигуна збільшився з 746 до 887 см³, відповідно потужність зросла з 22 до 27 к. с. Зросла й максимальна швидкість — з 80 до 90 км/год. Ця машина вироблялася до 1969 року. Коли у вересні 1993 року святкували 130-річчя заводу, святкову автоколону відкривав один з перших «Запорожців», прикрашений транспарантом з цифрою 332 106. Саме стільки машин випустили протягом років виробництва — з 1960 по 1969 роки.
У 1961 році конструктори ЗАЗу почали розробляти автомобіль ЗАЗ-966 із новим кузовом. Однак його виробництво затримувалось через союзне керівництво, можливо, з економічних міркувань — ставити на конвеєр нову модель усього через рік після виходу попередньої вважалося недоречним. Тому ЗАЗ-966 побачив світ лише через шість років.
Його двигун також був розташований ззаду. Спочатку це був 30-сильний МеМЗ-966А, який встановлювався на останніх модифікаціях «горбатого» попередника. Потім з'явився 40-сильний МеМЗ-966В, що дозволяв розганяти авто до 120 км/год на прямій трасі. Щоправда, на практиці таку швидкість могли розвинути далеко не всі, і штрафи за перевищення швидкості «Запорожцями» були такою рідкістю, що сама по собі така подія розцінювалася як тема, варта анекдоту.
З 1969 року на базі моделі 966 почали виробляти ЗАЗ-968 з новим двигуном і деякими дрібними змінами. З 1975 року у тому ж кузові — ЗАЗ-968А. Відрізнявся новою гальмівною системою, удосконаленими передніми сидіннями і замком запалювання з протиугонним пристроєм. Перед ЗАЗ-968А у 1972 році з'явилася дещо модернізована модель ЗАЗ-968 — у неї не було декоративної панелі на передній частині кузова, з'явився новий блок приладів. Серйозніша переробка чекала на модель у 1979—1980 роках.
ЗАЗ-968М став не тільки останнім вітчизняним автомобілем із заднім розташуванням двигуна, але й найбільш живучим, бо випускався аж до 1994 року. Зате отримав нову лінійку двигунів: потужніші МеМЗ-968 ГЕ (45 к. с.) і МеМЗ-968 БЕ (50 к. с.)
Усього (з 1960 по 1994 рр.) було виготовлено 3 422 444 автомобілів «Запорожець» у Запоріжжі і двигунів із повітряним охолодженням у Мелітополі.

### Ера «Таврії»

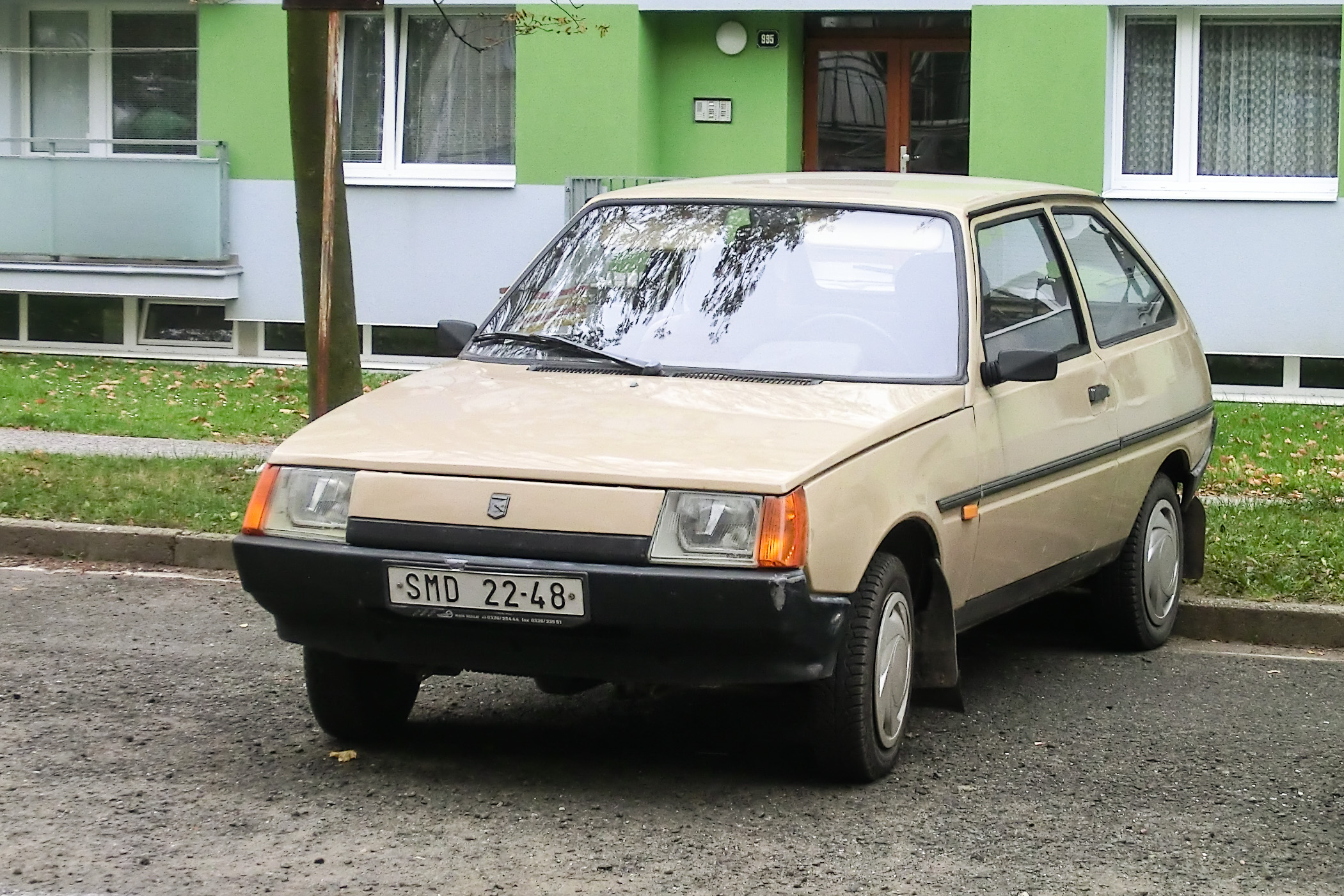
ЗАЗ-1102 Таврія

Історія створення «Таврії» цікава і різноманітна, тому що нині існуючому автомобілю передувало досить багато різних прототипів, одні з яких так і залишилися назавжди у вигляді макетів, що порошаться в конструкторських бюро ЗАЗу, а інші були втілені в металі і свого часу проходили ходові випробування.
Першим концептуальним варіантом, що самостійно покинув межі заводу, став передньопривідний ЗАЗ-1102 «Таврія» зразка 1970 року, який розробила група фахівців «Комунар» під керівництвом головного конструктора В. П. Стешенка. Проте в ході випробувань було виявлено безліч конструкторських недоліків, які визначили музейне майбутнє цього автомобіля.
У 1973 році було підготовлено ще два експериментальні зразки з тридверним кузовом типу хетчбек і 4-дверним — типу седан, які також не змогли досягти рівня серійного автомобіля.
Наступними етапами еволюції ЗАЗ-1102 «Таврія» був передньопривідний прототип 1974 року випуску з елегантним кузовом седан і повнопривідний варіант зразка 1976 року з цілком сучасною на той час зовнішністю.
Конструкторам заводу «Коммунар» було потрібно немало часу для того, щоб підготувати і запустити в серійне виробництво в 1988 році остаточний варіант ЗАЗ-1102 «Таврія».
У 1991 році, після трьох років з початку виробництва, був проведений рестайлінг автомобіля, в ході якого змінилася форма передніх крил та елементів салону. Для зниження собівартості машини були зроблені спроби перейти з дорогої передньої чеської оптики на вітчизняну.
Припинення виробництва загрожувало «Таврії» ще в середині 1990-х, оскільки у покупців не було грошей на новий автомобіль. Та і якість продукції ЗАЗу сильно кульгала: це стосувалося як самого виробництва, так і комплектуючих. Але попри важкі часи у 1995 році завод підготував до випуску нову модель на базі «Таврії» — п'ятидверний універсал ЗАЗ-1105 «Дана», який випускався до 1997 року.
З 1994 року введена нова схема включення електровентилятора і змінена конструкція напівосей. Але впровадження місцевих українських комплектуючих негативно позначилося на спільній якості моделей, особливо після 1992 року.
Після заснування у 1998 році СП «АвтоЗАЗ-Деу», деякої модернізації конструкції і насичення ринку імпортними (корейськими) комплектуючими знов з'явилася надія на реабілітацію якості автомобіля. У 1998 році у виробництві знаходилися ще так звані «перехідні зразки», комплектація яких може далеко не відповідати заявленій.
Восени 1995 року було презентовано ЗАЗ-1103 «Славута» — п'ятидверний ліфтбек на базі «Таврії». У 1999 році розпочато його серійне виробництво.

### «АвтоЗАЗ-Daewoo»
У 1998 році зареєстровано спільне українсько-корейське підприємство з іноземною інвестицією у формі закритого акціонерного товариства «АвтоЗАЗ-Daewoo». Впроваджено випуск якісно нового автомобіля ЗАЗ-110206 «Таврія-Нова». Завершено роботи з підготовки виробництва і розпочато великовузлове складання автомобілів європейського рівня Daewoo Lanos, Daewoo Nubira, Daewoo Leganza на Чорноморському заводі автоагрегатів (ЧЗАА).
Завдяки фінансовій підтримці іноземного партнера, новим технологіям, унікальним системам контролю якості, інженерним розробкам, які були привнесені разом з інвестиціями, а також послідовному сприянню держави, для Запорізького заводу розпочався новий історичний етап — час розвитку виробництва і виходу підприємства на міжнародний рівень. У 1999 році Корпорації УкрАвто були делеговані функції управління державним пакетом акцій заводу. У 2002 році Корпорація УкрАвто стала власником державного пакету акцій Запорізького автомобілебудівного заводу (більш ніж 82 % акцій ВАТ «АвтоЗАЗ», який своєю чергою є власником 50 % акцій ЗАТ «ЗАЗ») і отримала право управління підприємством і, зокрема, його виробничими програмами. У січні 2003 року підприємство було перейменоване на «Запорізький автомобілебудівний завод».
Впродовж 1998—2003 років на підприємстві відбулися глибокі структурні зміни за новими, світовими стандартами була проведена реновація виробництва, будівель, систем енергопостачання, інженерних споруд і мереж на заводах у Запоріжжі, Мелітополі, Чорноморську, Родах; організований контроль якості продукції, яка відповідає світовим стандартам; почато виробництво автомобілів Daewoo на заводі автоагрегатів в Чорноморську; після модернізації на головному заводі у Запоріжжі відновлений випуск якісно нової Таврії; змінена адміністративно кадрова політика. Цей період відзначився також істотними поворотами у стратегії відкрилися нові перспективи і можливості співпраці з грандами світового автомобільного бізнесу — компаніями DaimlerChrysler, General Motors, Opel, Renault та іншими, що дозволило реалізувати інвестиційні проєкти з організації повномасштабного виробництва автомобілів провідних світових брендів.

### ПАТ «ЗАЗ»

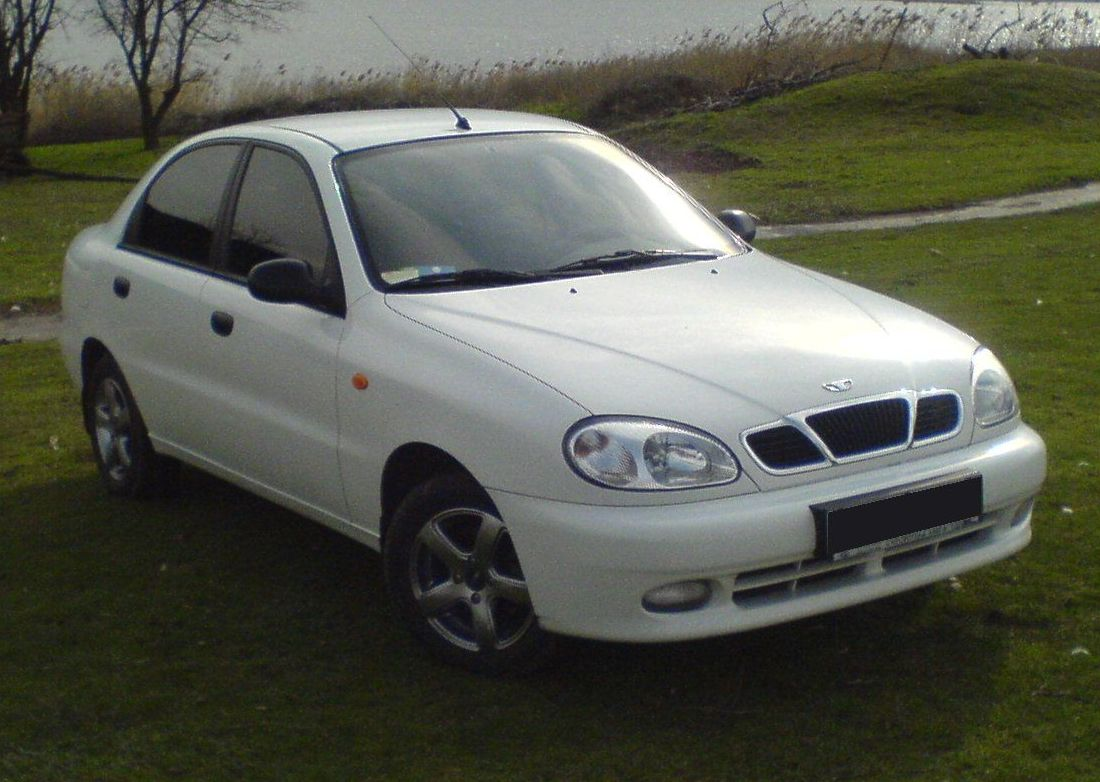
Daewoo Sens (ЗАЗ Сенс) — автомобіль, створений на базі Daewoo Lanos

У 2003 році завод змінює форму власності і стає Закритим акціонерним товариством з іноземною інвестицією «Запорізький автомобілебудівний завод».
У 2003 році укладено генеральну дистриб'юторську угоду між Корпорацією «УкрАвто» (в особі одного з її підрозділів — компанії «УкрАвтоЗАЗ-Сервіс»), Запорізьким автомобілебудівним заводом та німецькою компанією Adam Opel GmbH (європейським представництвом GMC). Opel виступив виробничим партнером «ЗАЗ» та «Укравто», надавши інвестиції для освоєння велико- та дрібновузлового виробництва автомобілів свого модельного ряду. Цього ж року швейцарська фінансово-інвестиційна компанія Hirsch & Cie придбала 50 % акцій ЗАТ «ЗАЗ», що належали компанії Daewoo Motors.
У 2004 році розпочато серійне виробництво автомобіля Opel Astra Classic.
У 2005 році розпочато повномасштабне виробництво автомобіля Daewoo Lanos на Запорізькому автомобілебудівному заводі. Корпорація «УкрАвто» стала головним акціонером флагмана польського автомобілебудування — заводу FSO. Автомобіль Chevrolet Lanos, виробництва Запорізького автомобілебудівного заводу, експортувався в Росію.
У 2005 році конструкторами «ЗАЗ» розроблено автомобіль ЗАЗ Lanos Pick-up.
У 2005 році на заводі було виготовлено 148 163 автомобілі, в 2006 році — 193 113.
У 2006 році розпочато виробництво автобусів I-VAN на базі платформи відомої індійської компанії TATA.
У 2010 році розпочато виробництво автобусів ЗАЗ А10 з несучим кузовом і агрегатами провідних європейських фірм.
10 вересня 2010 року — на «Автошоу 2010» у Києві було презентовано електромобіль ЗАЗ Lanos фургон Електроі автобуси ЗАЗ-A10C31 та ЗАЗ-А10L50.
У 2011 році розпочато виробництво нової моделі — ЗАЗ Forza.
У 2011 році ПАТ «ЗАЗ» випустило 60 862 тис. автомобілів, що на 33,9 % перевищує аналогічний показник 2010 року (45 465 тис.), при цьому понад 50 % випущених авто поставлено на експорт.
У 2012 році «ЗАЗ» перейшов на норми екологічності Євро-3.
У 2013 році «ЗАЗ» перейшов на норми екологічності Євро-4.
У 2016 році заплановано перехід на Євро-5 (провалено і компанія перебуває у великій кризі).
Нині Запорізький автомобілебудівний завод — підприємство, яке володіє повним циклом виробництва легкових автомобілів, — від двигуна до трансмісії, кузова і комплектуючих, до кінцевої збірки готового автомобіля і його постачання в мережу продажів.
Потужності головного заводу ПАТ «ЗАЗ» дозволяють здійснювати як дрібновузлове і повномасштабне, так і великовузлове виробництво автомобілів, і розраховано на випуск до 150 000 авто на рік. Обсяги виробництва невпинно зростають.
30 травня 2016 року в Києві на «Столичному Авто-шоу-2016» ПАТ «ЗАЗ» презентував розроблені та сертифіковані автомобілі спеціального призначення на базі наявного модельного ряду ЗАЗ Vida, ЗАЗ Forza і ЗАЗ Sens. Ці автомобілі призначені для споживачів з обмеженими можливостями, патрульної поліції, а також спеціальні автомобілі для надання невідкладної медичної допомоги.
Нова модель ZAZ Slavuta Nova — спільна розробка інженерів китайської компанії Chery і вітчизняного «ЗАЗу», прототип моделі під ім'ям Chery Riich G2, яку було вперше показано публіці на Пекінському авто-шоу у 2012 році, а також на «ЗАЗі» в середині 2015 року. Всього існує два примірники цієї моделі, в яку зараз запорізькі конструктори вносять низку важливих змін.
Повномасштабне виробництво моделі ZAZ Slavuta Nova розпочнеться всередині 2017 року. Потужність лінії з її випуску — близько 50 тисяч одиниць. Зрозуміло, що такий обсяг не може бути реалізований тільки на українському ринку, тому «ЗАЗ» і партнери з Chery сподіваються на експортні поставки. Причому не тільки в сусідні країни, але і в Євросоюз. Авто буде відповідати всім нормам ЄС, зокрема, екологічним Євро-6.
У порівнянні з 2014 роком, у 2015 році продаж автомобілів «ЗАЗ» скоротилися з 7463 до 2893 одиниць, а частка ринку — з 8 до 6,23 %. У 2015 році автозавод випустив 3937 одиниць автотранспорту (на 71 % менше, ніж у 2014 році). Підприємство в порівнянні з попереднім роком скоротило випуск легкових автомобілів на 71 % — до 3624 одиниць.
У січні 2016 року автозавод зупинився і перейшов на випуск машинокомплектів для General Motors в Єгипті, де випускають 20 тис. автомобілей Lanos на рік. На заводі працює трохи більш як 1 тис. осіб. У травні 2016 року ЗАЗ презентував концепт Slavuta Nova, який був розроблений спільно з Chery Automobile, проте говорити про серійне виробництво не доводиться.
В першій половині листопада 2016 року закривається відомча поліклініка підприємства «МСЧ ЗАЗ».
2 лютого 2017 року, на засіданні ради інвесторів, гендиректор ПАТ «Запорізький автомобілебудівний завод» Микола Євдокименко заявив, що Запорізький автозавод буде з 2017 року випускати вантажівки і автобуси. Також запевнив, що з 2018 року в Україні буде введено стандарт Євро-6 і завод готовий до конкуренції з європейськими виробниками.
За 2018 рік відбувся значний спад виробництва у порівнянні з попереднім роком, загалом було виготовлено 131 транспортний засіб(зокрема: 85 — комерційні авто(CV), 45 — автобуси та 1 легковий автомобіль).
30 березня 2019 року, рамках міжнародної виставки «City Trans Ukraine 2019», були представлені свіжі версії пасажирських автобусів ЗАЗ: автобус з низькою підлогою ЗАЗ A10 2019 модельного ряду і ЗАЗ А08, який надалі замінить автобуси ЗАЗ А07А І-Ван.
У жовтні 2020 року представлена модель автобуса ЗАЗ А08, який створений для перевезення пасажирів на приміських маршрутах.
У планах на 2022 рік ЗАЗ планує продовжити випуск автомобілів, які складаються з моделей «KIA RIO sedan», «KIA RIO X», «Renault ARKANA», а також моделей автобусів ЗАЗ-A08 (у модифікаціях «шкільний», приміський та міський), автобусів середнього класу ЗАЗ-A10.

### Співпраця зАвтоВАЗ
ЗАЗ входить до корпорації «Укравто», що належить українському бізнесмену Таріелу Васадзе. Він також є засновником та співвласником компанії «УкрАвтоВАЗ» — офіційного імпортера автомобілів Lada в Україні.
Проте з 1 січня 2020 року набрала чинності постанова Кабінету міністрів, яка забороняє ввезення на територію України автомобілів російського виробництва. Ця заборона, однак, не поширюється на ввезення комплектуючих, що дозволило оминути її, розгорнувши на заводах ЗАЗу великовузлове складання (SKD-складання — англ. semi knocked-down kit) автомобілів з вже готових агрегатів і вузлів, виготовлених в Росії.
Зокрема з 2020 року ЗАЗ почав збирати автомобілі Lada Granta, Lada Largus, Lada Vesta, Lada XRAY та Renault Arkana.

## Виробничі потужності
- 1998 — 24 000
- 1999 — 6000▼
- 2000 — 11 700▲
- 2001 — 14 800▲
- 2002 — 23 800▲
- 2003 — 69 600▲
- 2004 — 126 000▲
- 2005 — 148 163▲
- 2006 — 193 113▲
- 2007 — 282 300▲
- 2008 — 257 600▼
- 2009 — 46 180▼
- 2010 — 45 465▼
- 2011 — 60 862▲
- 2012 — 42 700▼
- 2013 — 50 400▲
- 2014 — 13 100▼
- 2015 — 3937▼
- 2016 — 526▼
- 2017 — 1674▲
- 2018 — 131▼
- 2019 —
- 2020 — 885▲
- 2021 — 3995▲

## Керівники
- Кравчун Степан Іванович
- Євдокименко Микола Михайлович
- Філіпенко Сергій Вадимович

## Модельний ряд

### Повномасштабне виробництво
- ЗАЗ-1102 Таврія Нова (1998—2007)

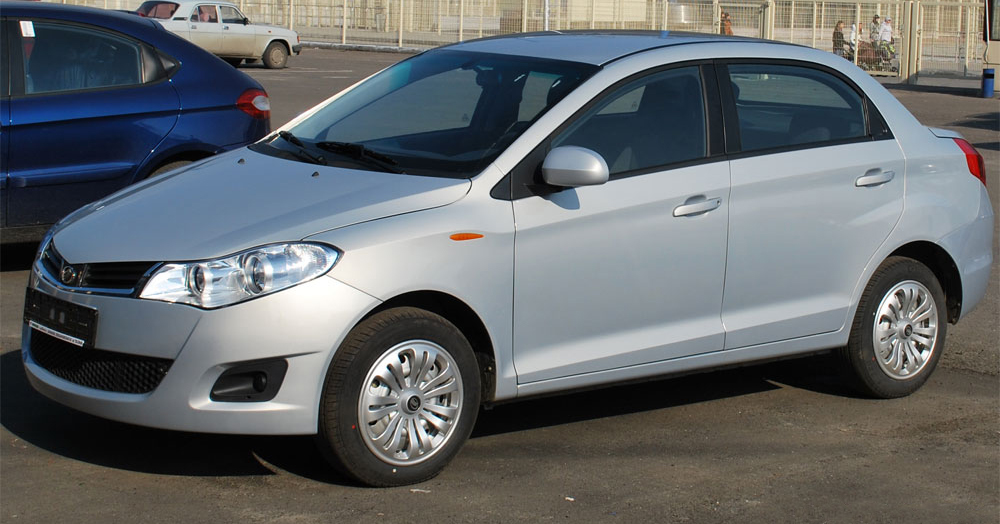
ZAZ Forza

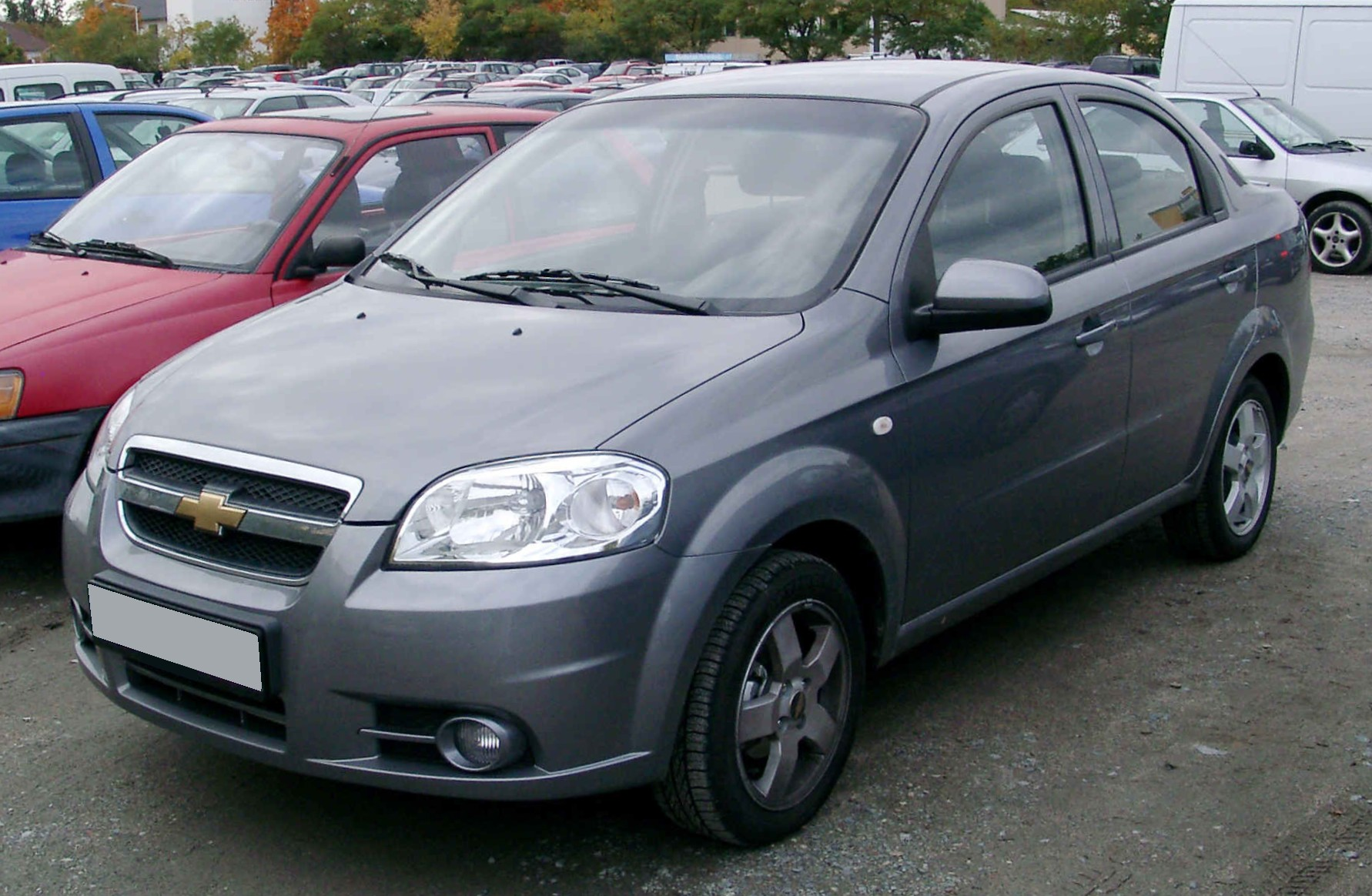
Chevrolet Aveo (ЗАЗ Vida)

- ЗАЗ-11055 Таврія Пікап (1998—2011)
- ЗАЗ-1103 Славута (1999—2011)
- ЗАЗ Ланос (2004—2017) (модель T150)[21]
- ЗАЗ Сенс (2004—2018) (модель T100)
- ВАЗ-21093 (2004—2011)[22][23]
- ВАЗ-21099 (2004—2011)[22][23]
- Opel Astra (2004—2008)
- ЗАЗ Lanos Cargo (2005-2017)
- ЗАЗ Forza (2011-2017)
- ЗАЗ Vida (2012-2017) (модель T250)

### Великовузлове (SKD) складання
- Dacia Solenza (2003—2004)[24]
- Renault Arkana[19]
- Lada Granta (2021—2022)
- Lada Largus (2021—2022)
- Lada Vesta (2021—2022)
- Lada XRay (2021—2022)
- Kia Rio[19]
- Kia Rio X Line[19]

Збирання на Чорноморському заводі автоагрегатів:
- Daewoo Lanos (1998—2017) (модель T100)
- ЗАЗ Sens (2002—…)
- Mercedes-Benz M-class (2002—2006)
- Mercedes-Benz E-class (2002—2006)
- Chevrolet Lacetti (2003—…) (модель J200)
- Chevrolet Aveo (2004—…) (модель T200)
- Chevrolet Aveo (2006—…) (модель T250)
- Chevrolet Evanda (2005—…)
- Opel Vectra (2005—…)
- Opel Corsa (2005—…)
- Chery Amulet (2006—…)[25]
- Chery Elara (2006—…)[25]
- Chery Tiggo (2007—…)[25]
- Chrysler 300C (2009—…)
- Kia Cerato (2009—…)
- Kia cee'd (2009—…)
- Kia Sportage (2009—…)